# Makrýkampos
Makrýkampos är en ort i Grekland.   Den ligger i prefekturen Nomós Ártas och regionen Epirus, i den centrala delen av landet, 280 km nordväst om huvudstaden Aten. Makrýkampos ligger 345 meter över havet och antalet invånare är 137.
Terrängen runt Makrýkampos är bergig åt nordväst, men åt sydost är den kuperad.Runt Makrýkampos är det glesbefolkat, med 13 invånare per kvadratkilometer. Närmaste större samhälle är Ágios Dimítrios, 1,5 km sydost om Makrýkampos. I omgivningarna runt Makrýkampos växer i huvudsak blandskog.